# キタオオジタウン
キタオオジタウンは、京都府京都市北区に位置する交通・文化・商業の複合施設の名称で、イオンモール株式会社（株式会社マイカル → イオンリテール株式会社 → 株式会社OPA）が商業施設のイオンモール北大路（イオンモールきたおおじ）を運営する。

## 概要
1995年（平成7年）3月1日に開業。京都市営地下鉄烏丸線北大路駅と京都市営バス北大路バスターミナル、京都市北文化会館を併設している。土地・建物は第三セクターで設立され、のちにマイカルの完全子会社となった北大路都市開発が所有していた。9日後に核店舗として北大路ビブレが開業した。
2006年（平成18年）9月1日にマイカルが北大路都市開発を吸収合併。さらに2011年（平成23年）3月1日にイオンリテールがマイカルを吸収合併し、以降イオンリテールが所有している。2016年（平成28年）3月1日、イオングループの再編に伴い北大路ビブレの運営がイオンリテールからOPAに移管された。2021年（令和3年）3月1日より、OPAを吸収合併したイオンモールが北大路ビブレの運営を行っていた。
隣接の駅には宝ヶ池ビブレ（ブライダル関連が中心ではあったが「ビブレ」ブランドを採用）が所在していた。
元の運営会社であるマイカルは、2001年（平成13年）に一部のビブレ（食料品売り場のある店舗）を『サティ』に転換する方針を打ち出した。北大路ビブレもその対象となっていたが、後に宇多津ビブレと共に除外された。
2022年（令和4年）5月10日に、北大路ビブレが同年6月24日にグランドリニューアルオープンし、「イオンモール北大路」に名称変更することが発表された。2022年（令和4年）6月23日に北大路ビブレが閉店し、京都府からビブレ店舗が消滅。通常業態のビブレとしては明石ビブレ（兵庫県明石市）が近畿地方唯一の店舗となった。
ビブレを業態転換して開設された経緯から、イオンモールとしては珍しく核店舗を持たない。

## フロア
- 地下3階 - 北大路駅・京都市証明書発行コーナー
- 地下2階 - 北大路バスターミナル
- 地下1階 - キタオオジタウン駐車場
- 1階 - フーズ・レストラン・カフェ・サービス
- 2階 - レディスファッション・グッズ・レストラン・サービス
- 3階 - メンズ&レディスファッション・インテリア・グッズ
- 4階 - 家電・書籍・文具・ペット

### 北大路ビブレ時代（1995年3月~2022年6月）
- 地下3階 - 北大路駅・京都市証明書発行コーナー
- 地下2階 - 北大路バスターミナル
- 地下1階 - キタオオジタウン駐車場
- 1階 - 食品・ブランドファッションのフロア
  - 食品売場は、開業以来ビブレ直営であったが廃止され、2012年（平成24年）6月21日からKOHYO北大路店が営業している[16]。
- 2階 - 婦人ファッションと化粧品・服飾のフロア
- 3階 - 紳士と子供 ホビーカルチャーのフロア
- 4階 - 住生活とCD・家電・書籍のフロア

## 主なテナント
下記のテナントはビブレ直営売場とは別テナントであったが、現施設名に改称後はイオンモール内のテナントとして営業している。
- KOHYO（コーヨー）北大路店（1階）
- ミスタードーナツイオンモール北大路ショップ（1階）
- ハニーズイオンモール北大路店（2階）
- コナミスポーツクラブ北大路（3階）
- ユニクロイオンモール北大路店（3階）
- 大垣書店イオンモール北大路店（4階）
- エディオンイオンモール北大路店（4階）
- PETEMO（ペテモ）イオンモール北大路店（4階）

## ギャラリー

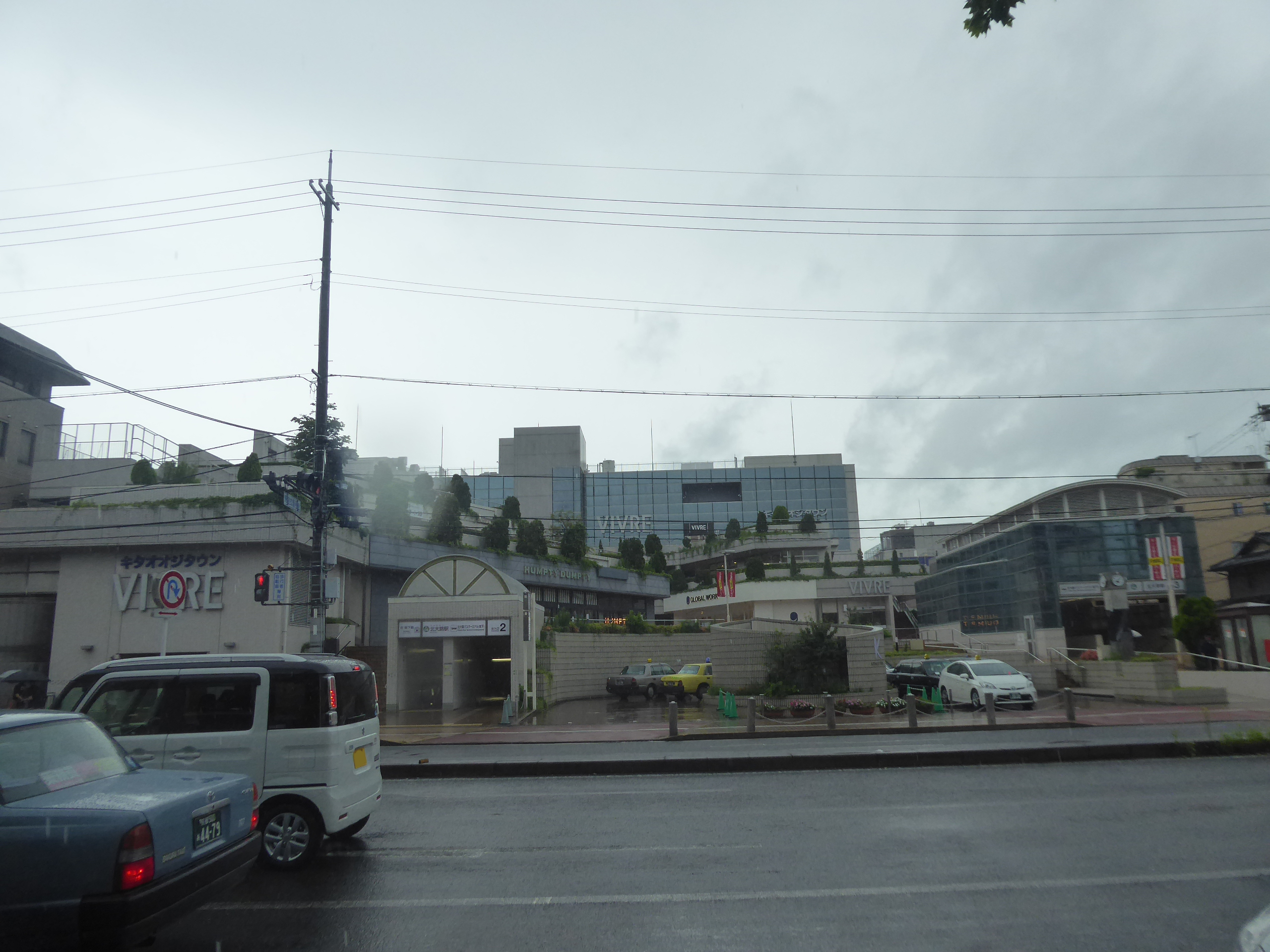
ビブレ時代のキタオオジタウン（2019年）
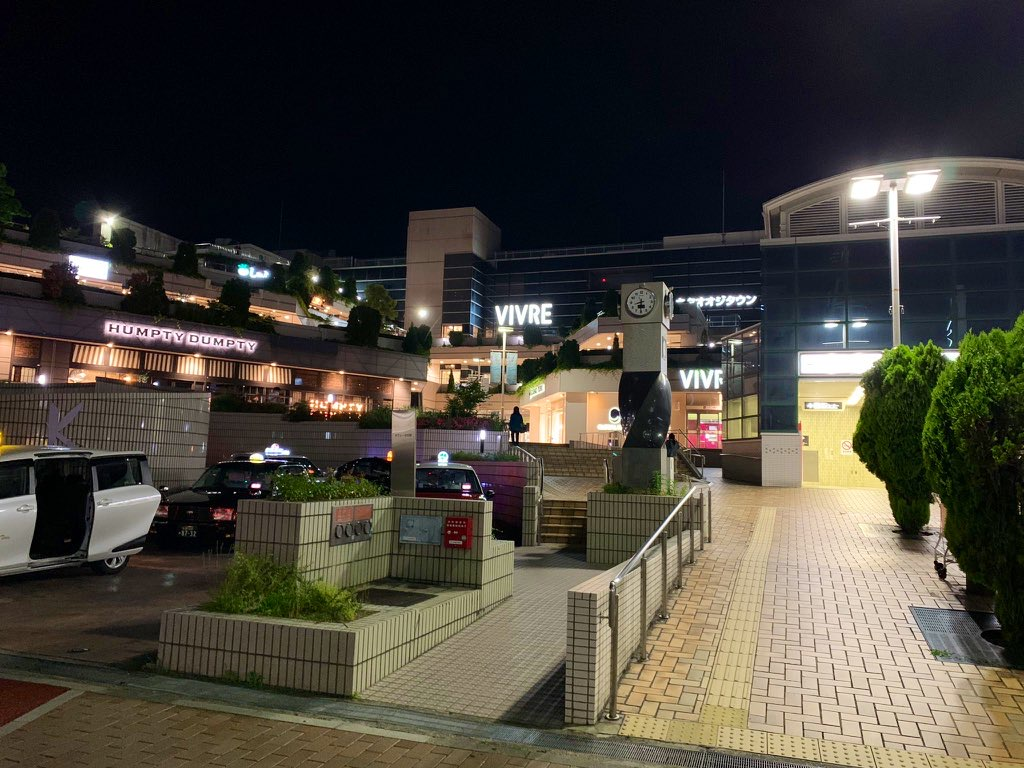
キタオオジタウンの夜景（2021年）
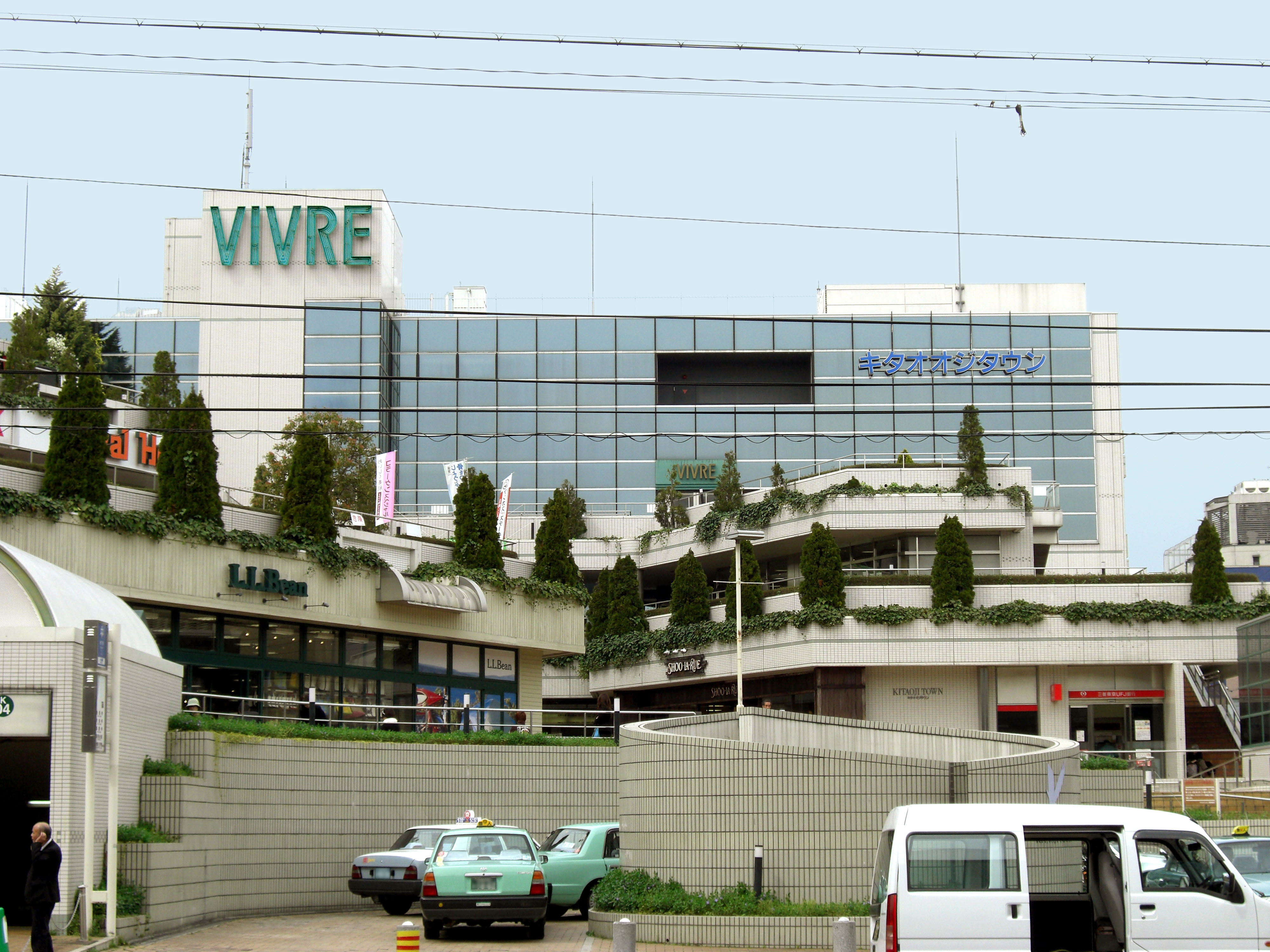
マイカル運営当時のキタオオジタウン（2008年）